# Lucille Farrier Stickel
Lucille Farrier Stickel (née le 11 janvier 1915 - morte le 22 février 2007) est une toxicologue et zoologiste américaine. Elle a dirigé le Patuxent Wildlife Research Center (en) de 1972 à 1982. Ses recherches se sont concentrées sur les contaminants dans les écosystèmes sauvages ainsi que sur les effets du pesticide dichlorodiphényltrichloroéthane. Ces recherches ont notamment servi de base à l'ouvrage Printemps silencieux de Rachel Carson.
Elle est également la première femme à avoir été scientifique senior au gouvernement américain ainsi qu'à avoir dirigé un laboratoire de recherche d'envergure nationale.

## Jeunesse et formation
Lucille Farrier Stickel naît à Hillman (Michigan). Elle obtient un baccalauréat universitaire ès sciences de l'université de l'Est du Michigan en 1936 et est membre de Phi Beta Kappa. Elle fréquente ensuite l'université du Michigan, où elle obtient une maîtrise (1938) et un doctorat (1949).

## Vie privée
Lucille Stickel a été mariée à William Henson Stickel,.